# Bigelow (Minnesota)
Bigelow es una ciudad ubicada en el condado de Nobles en el estado estadounidense de Minnesota. En el Censo de 2010 tenía una población de 235 habitantes y una densidad poblacional de 224,59 personas por km².

## Geografía
Bigelow se encuentra ubicada en las coordenadas 43°30′20″N 95°41′21″O / 43.50556, -95.68917. Según la Oficina del Censo de los Estados Unidos, Bigelow tiene una superficie total de 1.05 km², de la cual 1.05 km² corresponden a tierra firme y (0%) 0 km² es agua.

## Demografía
Según el censo de 2010, había 235 personas residiendo en Bigelow. La densidad de población era de 224,59 hab./km². De los 235 habitantes, Bigelow estaba compuesto por el 87.66% blancos, el 0% eran afroamericanos, el 0.43% eran amerindios, el 0% eran asiáticos, el 0% eran isleños del Pacífico, el 11.49% eran de otras razas y el 0.43% pertenecían a dos o más razas. Del total de la población el 20% eran hispanos o latinos de cualquier raza.